# Parnassius imperator
Imperial Apollo Parnassius imperator là một loài bướm ngày sinh sống ở vùng núi cao được tìm thấy ở Ấn Độ. Nó là loài trong chi Parnassius, họ Papilionidae.

## Hình ảnh

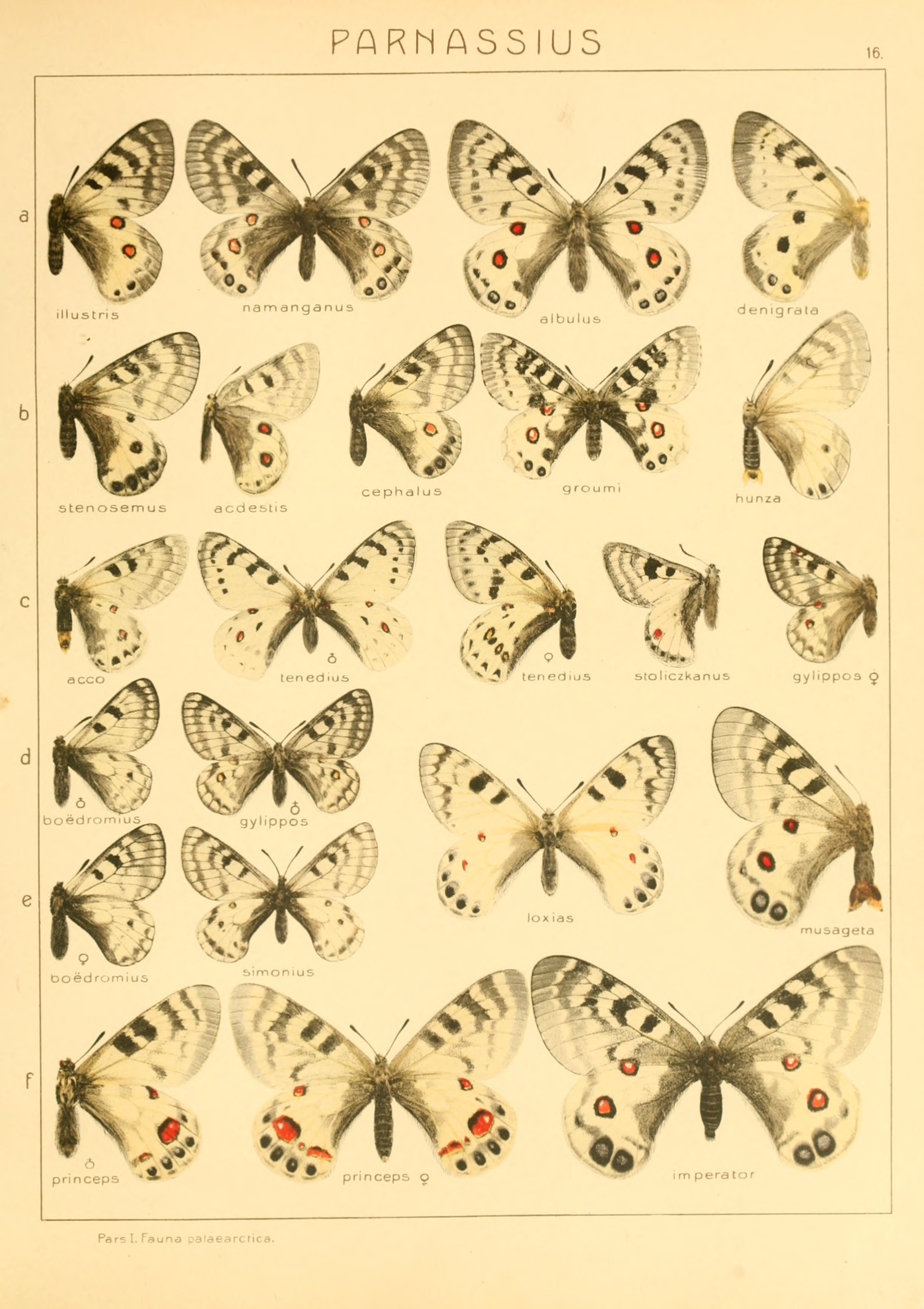
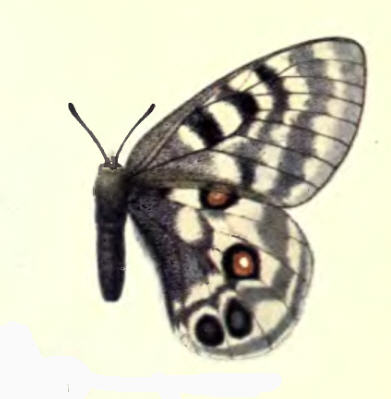